# IWWA太平洋岸タッグ王座
IWWA太平洋岸タッグ王座（アイ・ダブリュー・ダブリュー・エーたいへいようがんタッグおうざ）は、日本女子プロレス協会が管理、国際女子プロレス協会が認定していた王座。「IWWA」は「International Women's Wrestling Association」の略。

## 歴史
1969年、国際女子プロレス協会がIWWA太平洋岸タッグ王座を創設。7月31日、日本女子プロレス協会で行われた初代王座決定戦に勝利した小畑千代&佐倉輝美組が初代王者になった。
1972年、日本女子が崩壊。同年、王者の小畑&佐倉組が国際プロレスに入団して防衛戦を行っていた。
1981年、国際プロレスの解散により封印。
1987年、元王者の小畑&佐倉組がジャパン女子プロレスに来場して王座の復活を求めた。同年、管理団体がジャパン女子に移ってUWAが認定する太平洋岸タッグ王座に王座名を変更して復活。10月24日、ジャパン女子東京大会で行われた初代王座決定戦に勝利したミスA&ソチ浜田組が初代王者になった。
1991年、封印。

## 歴代王者

### IWWA太平洋岸タッグ王座
| 歴代 | タッグチーム      | 戴冠回数 | 獲得日付      | 獲得場所 （対戦相手・その他）                           |
| ---- | ----------------- | -------- | ------------- | ------------------------------------------------------- |
| 初代 | 小畑千代&佐倉輝美 | 1        | 1969年7月31日 | 日本 ジェーン・シュレル&シルビア・ハックニー 1981年封印 |

### 太平洋岸タッグ王座
| 歴代  | タッグチーム            | 戴冠回数 | 獲得日付       | 獲得場所 （対戦相手・その他）        |
| ----- | ----------------------- | -------- | -------------- | ------------------------------------ |
| 第2代 | ミスA&ソチ浜田          | 1        | 1987年10月24日 | 東京 ローラ・ゴンザレス&ラ・ブルーハ |
| 第3代 | イーグル沢井&剣舞子     | 1        | 1988年2月27日  | 東京 1988年空位                      |
| 第4代 | イーグル沢井&ムーン章子 | 1        | 1989年2月12日  | 東京 剣舞子&村光代                   |
| 第5代 | ハーレー斉藤&ミスA      | 1        | 1989年3月21日  | 東京                                 |
| 第6代 | デビル雅美&剣舞子       | 2        | 1989年4月13日  | 東京 1989年空位                      |
| 第7代 | ハーレー斉藤&ミスA      | 2        | 1990年2月27日  | 東京 不明                            |
| 第8代 | 風間ルミ&神取忍         | 1        | 1990年7月26日  | 横浜文化体育館                       |
| 第9代 | ハーレー斉藤&ミスA      | 3        | 1990年10月10日 | 東京 1991年封印                      |